# Bertie Peacock
Bertie Peacock (Coleraine, 29 settembre 1928 – Belfast, 22 luglio 2004) è stato un allenatore di calcio e calciatore nordirlandese, di ruolo centrocampista.

## Carriera
Nell'estate 1962 fu allenatore-giocatore dei canadesi degli Hamilton Steelers, club della ECPSL.

## Palmarès

### Giocatore

#### Competizioni nazionali
- Campionato scozzese: 1

Celtic: 1953-1954
- Coppa di Scozia: 2

Celtic: 1950-1951, 1953-1954
- Coppa di Lega scozzese: 2

Celtic: 1956-1957, 1957-1958

#### Competizioni regionali
- Glasgow Cup: 2

Celtic: 1949, 1956

### Allenatore

#### Competizioni nazionali
- Campionato nordirlandese: 1

Coleraine: 1973-1974
- Irish Cup: 2

Coleraine: 1964-1965, 1971-1972
- City Cup: 1

Coleraine: 1968-1969
- Gold Cup: 1

Coleraine: 1969
- Ulster Cup: 4

Coleraine: 1965-1966, 1968-1969, 1969-1970, 1972-1973
- Top Four Trophy: 1

Coleraine: 1968-1969
- Blaxnit Cup: 2

Coleraine: 1968-1969, 1969-1970

#### Competizioni regionali
- North West Senior Cup: 2

Coleraine: 1964-1965, 1967-1968